# Baureihe 614
De Baureihe 614 is een driedelig diesel-treinstel voor het regionaal personenvervoer van de Deutsche Bahn (DB).

## Geschiedenis
Het treinstel werd door MAN ontwikkeld uit de Baureihe 624 en de Baureihe 634. In 1971 werden de prototypes 614 001/914 001/614 002 en 614 003/914 002/614 004 geleverd. Deze treinen waren voorzien van een soort kantelinstallatie. In 1973 werd de eerste serie van 25 treinen geleverd aan Bw Nürnberg en in 1975 werd de tweede serie van 15 treinen geleverd aan Bw Braunschweig.
Vanaf 2009 zouden 15 driedelige treinen in Polen worden in gezet. Daarvoor werden ze van Bw Nürnberg naar Bw Berlin-Lichterfelde overgebracht.

## Constructie en techniek
Het treinstel bestaat uit twee koprijtuigen met dieselhydraulische aandrijving en een motorloos tussenrijtuig. Het treinstel is uitgerust met luchtvering. De twee prototypes waren bovendien voorzien van een kantelinstallatie. Typerend aan deze trein is de toepassing van aan beide kopeinden van buffers met schroef koppelingen. Tussen de motorwagens en tussen rijtuigen bevinden zich Scharfenberg-koppelingen.

## Treindiensten
De treinen werden ingezet vanuit Bw Nürnberg en Bw Braunschweig en ook een aantal jaren vanuit Bw Trier.
De keerpunten waren Altenbeken, Bad Harzburg, Bad Lauterberg, Bielefeld, Braunschweig, Bodenburg, Göttingen, Hameln, Hildesheim, Kreiensen, Löhne, Northeim, Ottbergen, Paderborn, Salzgitter-Lebenstedt en Walkenried. Gedurende enkele dienstregelingen werden de treinstellen ook vanuit Lemgo, Münster, Nordhausen, Osnabrück, Oldenburg, Rahden, Uelzen en Wilhelmshaven ingezet.
De treinen werden in de nadagen nog onder meer in gezet op de volgende trajecten:
- Leer - Nieuweschans (tussen december 2005 en 4 november 2006)
- Emden - Außenhafen
- Minden - Rotenburg
- Uelzen - Bremen
- Hannover - Soltau - Buchholz

## Foto's

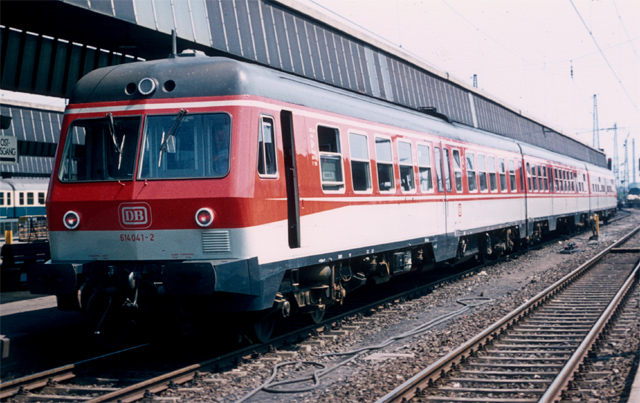
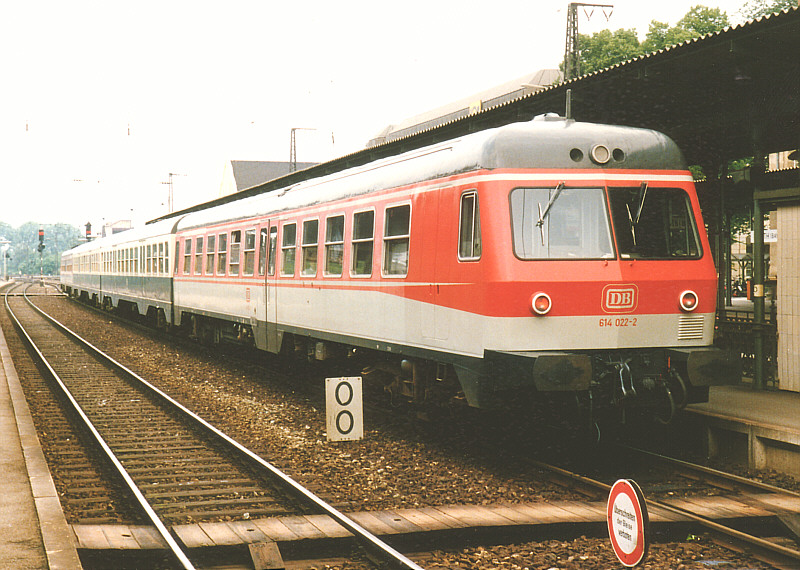
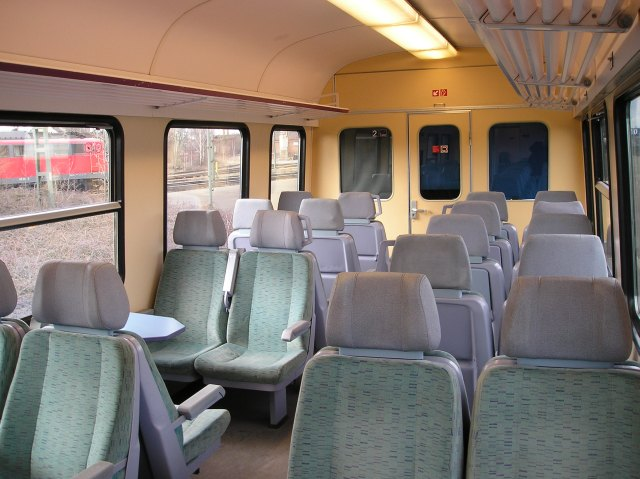
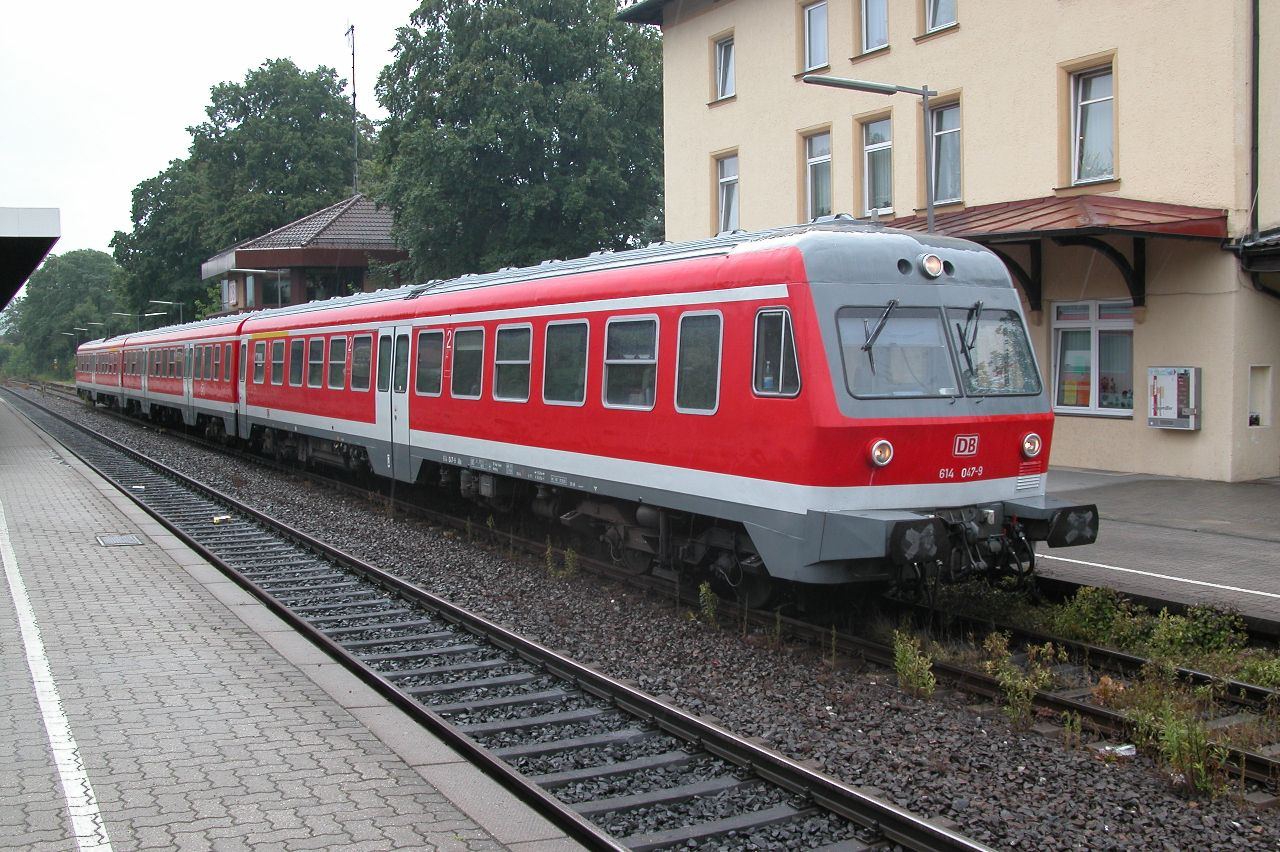

In dit overzicht staan eveneens treinen van de Deutsche Bundesbahn (DB) en van de Deutsche Reichsbahn (DR)